# Dan Tschernia
Dan Tschernia (født 11. februar 1947 i København) er en dansk tv-producer, journalist og forfatter.
Han er uddannet filminstruktør fra Den Danske Filmskole i 1969. Har desuden studeret fransk og engelsk v. Københavns Universitet 1966-67. Efter endt uddannelse arbejdede han i Danmarks Radio – primært for TV-Kulturafdelingen, men også for Radioens Underholdningsafdeling og Radioavisen. I 1970 instruerede han Benny Andersens TV-teaterforestilling "Faders Kop". I 1972 iscenesatte han Bent William Rasmussens "Hvem, har Bolden?" på Gladsaxe Teater, hvor han også var medinstruktør på Holbergs "Henrik og Pernille". 1974 arbejdede han på fransk TV (Service de la Recherche de l'ORTF). 1981-1986 var han kultur- og presseråd ved 'Den Danske Ambassade' i Paris. Fra 1986 til 1989 var han på ny ansat i Danmarks Radio. I 1989 etablerede han TV2 / Lorry, som han var direktør for til 2015.
Foruden TV, radio, teater og filmarbejdet har han i tidens løb skrevet adskillige artikler og kommentarer i forskellige aviser og antologier.
Han blev den 5. maj 1970 gift med lektor, cand. mag. Hanne Rønnike (23-01-1950). Han har instrueret filmen Danmark er lukket fra 1980 (manuskript Benny Andersen). Den handler om at Danmark af EF er gjort til atomaffaldsplads og det danske sprog er forbudt. Blandt danske eksilmodstandsgrupper rundt omkring i Europa leder den folkekære forfatter Orfeus Jensen (Christoffer Bro) efter sin elskede Eurydike (Anne Linnet), men hun har forandret sig, da han finder hende. 
I 2019 udgav Aarhus Universitetsforlag hans bog "Spreck - en biografi om arkitekten Johan Otto von Spreckelsen", som Dan Tschernia tidligere havde produceret en længere og senere prisbelønnet tv-dokumentarudsendelse om -  "Kun for Mennesker" (DR, TV-Kulturafdelingen 1989). 